# 漢密爾頓斯奎爾 (新澤西州)
漢密爾頓斯奎爾（英語：Hamilton Square）是位於美國新澤西州默瑟縣的普查規定居民點。

## 人口
根據2020年美國人口普查的數據，漢密爾頓斯奎爾的面積為11.23平方千米，當中陸地面積為11.07平方千米，而水域面積為0.15平方千米。當地共有人口12679人，而人口密度為每平方千米1,129.03人。